# Dendropsophus nahdereri
Dendropsophus nahdereri es una especie de anfibios de la familia Hylidae. Es endémica de Brasil.
Sus hábitats naturales incluyen bosques tropicales o subtropicales secos y a baja altitud, marismas de agua dulce, corrientes intermitentes de agua, jardines rurales, zonas previamente boscosas ahora muy degradadas, estanques y aquaculture ponds.